# アントワーヌ・フォルクレ
アントワーヌ・フォルクレ（Antoine Forqueray, 1671年頃 – 1745年）はフランス盛期バロック音楽の作曲家。マラン・マレとともにフランス・ヴィオール界のヴィルトゥオーゾの双璧と呼ばれた。優雅で暖かな美音を特色とするマラン・マレが「天使のようなマレ」と呼ばれたのに対して、フォルクレは表現衝動に富んだ鬼気迫る演奏から「悪魔のようなフォルクレ」と呼ばれた。このような評価は、フォルクレの気性の激しさをも暗示している。
パリで音楽家の家系に生まれ、弟ミシェル（1681年 – 1757年）、息子ジャン＝バティスト（1699年 – 1782年）とニコラ・ジル（1703年 – 1761年）はいずれも作曲家になった。1689年にルイ14世の宮廷室内楽団員に選ばれ、ヴェルサイユ宮殿で演奏に携わる。1710年まで夫人のクラヴサン伴奏によって独演を続け、1730年にマント＝ラ＝ジョリに隠退し、その地で臨終を迎えた。
フォルクレは自分の神秘的なイメージを好んで、自作を出版しなかった。また長男ジャン＝バティストに対して（おそらく嫉妬から）冷たく酷い仕打ちをしたが、ジャン＝バティストは父親の作品が世に埋もれることを惜しんで、父親の死後2年の1747年に、そのヴィオール曲集、及びそのクラヴサン独奏用の編曲版を出版した。